# Cynopterus horsfieldii
Espèce
Statut de conservation UICN

 LC  : Préoccupation mineure
Cynopterus horsfieldii est une espèce de grandes chauve-souris frugivores d'Asie du sud-est. Elle appartient à la famille des Pteropodidae et tient son nom d'espèce du naturaliste américain Thomas Horsfield (1773-1859), qui a présenté le spécimen type au British Museum.